# Władimir Czchikwadze
Władimir Wiktorowicz Czchikwadze (ros. Владимир Викторович Чхиквадзе, ur. 28 grudnia 1945 w Moskwie) – rosyjski dyplomata, ambasador Rosji w Chile (2000–2005) i na Litwie (od 2008).

## Życiorys
W 1969 ukończył studia w Moskiewskim Państwowym Instytucie Stosunków Międzynarodowych, a w 1990 studia podyplomowe w Akademii Dyplomatycznej MSZ ZSRR.
Od 1969 pracuje w dyplomacji. Pracował w radzieckich placówkach dyplomatycznych w Kolumbii (1969–1973) i Angoli (1976–1979) oraz w centralnym aparacie MSZ ZSRR. Od 1987 do 1989 był zastępcą naczelnika Głównego Zarządu Kadr i Szkół.
W latach 1990–1996 pełnił funkcję Konsula Generalnego ZSRR, a następnie Federacji Rosyjskiej w Barcelonie. Po powrocie do kraju kierował Wydziałem Rozwoju Społecznego i Materialnego (1996–1998) oraz Departamentem Zabezpieczenia Informacyjnego (1999–2000).
W 2000 objął funkcję Ambasadora Federacji Rosyjskiej w Chile. Na stanowisku pozostawał do 2005. Następnie został dyrektorem Departamentu Bezpieczeństwa MSZ.
5 maja 2008 otrzymał nominację na stanowisko Ambasadora Federacji Rosyjskiej w Wilnie.